# Makaker
Makaker (Macaca) är ett släkte av primater och tillhör familjen markattartade apor. Detta släkte som innefattar omkring 20 arter förekommer huvudsakligen i Asien.

## Utbredning
Utbredningsområdet sträcker sig från Afghanistan (rhesusapa) över södra och sydöstra Asien fram till Kina och Japan. Särskilt många arter finns på ön Sulawesi. Den enda art i släktet som inte lever i Asien är berberapan. Den förekommer i norra Afrika samt på Gibraltar.

## Utseende
Makaker är medelstora primater med starka extremiteter. Deras täta päls har oftast en lila till gulbrun färg men kan även vara grönaktig eller helt svart. Ansiktet saknar oftast hår och har en utpräglad nos. Hos några arter finns ett slags skägg eller långa hår på huvudets topp. För att skilja dem åt kan man jämföra svansens längd. Berberapan saknar svans och hos några arter som Macaca fuscata eller Macaca arctoides finns svansen bara rudimentärt. Hos andra arter som ceylonmakak är svansen lika lång som kroppen. Små makaker når en kroppslängd (huvud och bål) av 37 till 53 cm och en vikt av 2,5 till 6,1 kg. Stora arter blir upp till 80 cm långa och kan vara upp till 18 kg tunga. Hannar är oftast tydligt större än honor.

## Levnadssätt
Makaker är aktiva under dagen. De har bra förmåga att klättra men lever huvudsakligen på marken. De flesta arter föredrar regioner med träd men det finns även arter som lever i höga bergstrakter. Arten Macaca fuscata förekommer i japanska bergskedjor som är rika på snö och som samtidigt utgör det nordligaste utbredningsområdet för primater (med undantag av människan). Några arter, till exempel rhesusapan, finns i stort antal i större städer.
Makaker lever i grupper med 10 till 100 individer (sällan upp till 180 djur). I en grupp förekommer beroende på art två till fyra honor per hanne men det finns även grupper med bara hannar. Såväl bland hannarna och bland honorna finns en utpräglad hierarki. Hannar som blir könsmogna måste flytta från gruppen medan honor får stanna. Strider mellan olika grupper sker sällan. Ibland letar några grupper i samma område efter föda. För att kommunicera har de olika läten och för det sociala beteendet spelar vården av pälsen en stor roll.

### Föda
Makaker är allätare men de föredrar vegetabilisk föda som frukt, blad, frön och blommor. Insekter, ägg och mindre kräldjur eller däggdjur äter de bara tillfälligt.

### Fortplantning
Hos de flesta arter är honorna bara fruktsamma under vissa årstider. Under denna tid blir honornas könsorgan och de kringliggande kroppsdelarna röda. Parningen sker oftast mellan flera individer men troligtvis spelar djurets ställning i gruppen en avgörande roll. Efter dräktigheten som vanligen varar 160 till 170 dagar (allmänt 135 till 195 dagar) föder honan oftast en unge och ibland tvillingar. Ungen får di under ett år och blir efter 3 till 4 år (honor) eller 5 till 8 år (hannar) könsmogen. Makaker blir i naturen upp till 20 år gamla. I djurparker och som husdjur kan de bli 30 år gamla.

### Medvetande
Makaker har hittills, tillsammans med alla andra mindre primater, ansetts inte ha något egentligt medvetande om sig själva. De känner normalt inte igen sig själva i spegeln, och klarar till exempel inte "spegeltestet" (man målar en fläck i pannan, som de bara kan se i spegeln, och bedömer sedan om de inser att det är de själva som har fläcken). Detta motsägs dock nu (2010) av observationer på rhesusapor, där flera individer verkar ha använt spegeln för att aktivt studera sig själva.

## Makaker och människan
Rhesusapor anses som heliga i Indien och lever där i tempel och i städer. Dessutom används denna art ofta som försöksdjur. Bland annat fick rhesusfaktorn sitt namn efter dessa apor. För många arter utgör förstörandet av deras levnadsområde ett stort hot. Det gäller huvudsakligen för de arter som lever på Sulawesi. Internationella naturvårdsunionen (IUCN) listar 2 arter som akut hotad (CR), 5 arter som starkt hotad (EN), 8 arter som sårbar (VU), 2 arter som nära hotad (NT) och 5 arter som livskraftig (LC).

## Arter
Enligt Wilson & Reeder (2005) och IUCN utgörs släktet Macaca av 22 arter. De fördelas vanligen på fem artgrupper men gruppernas sammansättning kan variera mellan olika avhandlingar, här visas indelningen enligt Wilson & Reeder (2005).
- sylvanus-gruppen
  - Berberapa (M. sylvanus)
- nemestrina-gruppen
  - Svinmakak (M. nemestrina)
  - Lejonsvansmakak (M. silenus)
  - M. leonina
  - M. pagensis
  - M. siberu
  - Mormakak (M. maura)
  - M. ochreata
  - Tonkinmakak (M. tonkeana)
  - M. hecki
  - Celebesmakak (M. nigra)
  - M. nigrescens
- fascicularis-gruppen
  - Långsvansad makak eller krabbmakak (M. fascicularis)
  - M. arctoides
- mulatta-gruppen
  - Rhesusapa (M. mulatta)
  - Formosamakak (M. cyclopis)
  - Japansk makak (M. fuscata)
- sinica-gruppen
  - Ceylonmakak (M. sinica)
  - Assammakak (M. assamensis)
  - Hattapa (M. radiata)
  - Tibetansk stubbsvansmakak (M. thibetana)

M. munzala beskrevs 2005 som art och blev inte tilldelad någon grupp. Året 2015 tillkom med Macaca leucogenys ytterligare en art.